# Styles of Beyond
Styles of Beyond (с англ. — «Стили за гранью») (сокращённо SoB) — калифорнийская рэп-группа, основанная в 1994 году, в состав которой входят Райан Мэггин (Ryu), Такбир Башир (Tak), Колтон Фишер (DJ Cheapshot), Джейсон Рабинович (Vin Skully). В настоящее время Styles of Beyond записываются на лейбле Machine Shop Recordings, основателем которого является Майк Шинода, один из близких друзей группы.
На данный момент группа выпустила три студийных альбома, один микстейп, два EP. Коллектив активно помогал Майку Шиноде с записью альбома The Rising Tied для его сольного проекта Fort Minor, также Styles of Beyond часто выступали на одной сцене с Шинодой во время тура в поддержку The Rising Tied. Одной из самых известных совместных работ является ню-метал-песня «Shapeshifter», которая была записана с Celldweller.

## Участники группы
- Райан «Ryu» Пэтрик Мэггинн (Ryan Patrick Maginn)
- Такбир «Tak» Башир (Takbir Bashir)
- Колтон Райзин Фишер «DJ Cheapshot» (Colton Raisin Fisher)
- Продюсер группы Джейсон «Vin Skully» Рабинович

## Дискография
- 1997 — 2000 Fold
- 2003 — Megadef
- 2012 — Reseda Beach